# Могоча (станция)
Мого́ча — промежуточная железнодорожная станция Могочинского региона Забайкальской железной дороги, расположенная в городе Могоча, Забайкальский край.

## Описание
Промежуточная станция на Транссибирской железной дороге. Имеет 3 низкие прямые платформы для пассажирских поездов: 1 боковую широкую, 1 островную узкую и 1 островную широкую считая от здания вокзала. Пассажирских путей — 3, несколько грузовых.

## Дальнее следование по станции
По графику 2021 года через станцию проходят следующие поезда дальнего следования:

### Круглогодичное движение поездов
| № поезда   | Маршрут движения          | № поезда   | Маршрут движения          |
| ---------- | ------------------------- | ---------- | ------------------------- |
| 1 "Россия" | Владивосток — Москва      | 2 "Россия" | Москва — Владивосток      |
| 7          | Владивосток — Новосибирск | 8          | Новосибирск — Владивосток |
| 11         | Владивосток — Самара      | 12         | Самара — Владивосток      |
| 61         | Владивосток — Москва      | 62         | Москва — Владивосток      |
| 391        | Благовещенск — Чита       | 392        | Чита — Благовещенск       |